# Faetano
Faetano är en av republiken San Marinos nio kommuner, castelli. Faetano har en befolkning på 1 132 invånare (2006) och en yta på 7,75 km².
Kommunen gränsar till Montegiardino, Fiorentino, Borgo Maggiore och Domagnano, samt de italienska kommunerna Montescudo-Monte Colombo och Sassofeltrio.

## Administrativ indelning
Faetano är indelat i 4 administrativa enheter (curazie):
- Cà Chiavello, Calligaria, Corianino, Monte Pulito

## Historia
Faetano tillkom efter San Marinos senaste territoriella expansion 1463.

## Sport
Faetanos fotbollsklubb heter S.C. Faetano. Klubben grundades 1962 och dess färger är vitt, blått och gult.